# Cyclantheropsis
Espèce
Cyclantheropsis est un genre de plantes à fleurs de la famille des Cucurbitaceae.